# Parque Nacional Natural Serranía de Chiribiquete
Parque Nacional Natural Serranía de Chiribiquete är en nationalpark i Colombia.   Den ligger i departementet Caquetá, i den södra delen av landet, 500 km söder om huvudstaden Bogotá. Parque Nacional Natural Serranía de Chiribiquete ligger 189 meter över havet.
Nationalparken upptogs i juli 2018 i Unesco:s världsarvslista.
Tropiskt regnskogsklimat råder i trakten. Årsmedeltemperaturen i trakten är 23 °C. Den varmaste månaden är januari, då medeltemperaturen är 26 °C, och den kallaste är juni, med 20 °C. Genomsnittlig årsnederbörd är 3 764 millimeter. Den regnigaste månaden är juni, med i genomsnitt 487 mm nederbörd, och den torraste är januari, med 118 mm nederbörd.